# Valery Beim
Valery Beim (Odessa, 17 maart 1950) is een Oostenrijkse schaker, schaaktrainer en schaakauteur. Zijn FIDE-rating in 2017 is 2502. Hij is, sinds 1994, een grootmeester (GM). 
Valery Beim, geboren in  Odessa (Oekraïne), emigreerde begin jaren 90 naar  Israël. Bij de Schaakolympiade 1990 in Novi Sad was hij lid van het Israëlische team. In 1990 kreeg hij van de  FIDE  de titel Internationaal Meester (IM) en in 1994 de titel 'grootmeester'. Bij de FIDE beschouwt men hem als 'inactief' omdat hij sinds 2009 geen partij heeft gespeeld die geldig is voor het berekenen van een FIDE-rating. Zijn hoogste rating, 2570, bereikte Beim in januari en juli 1996.

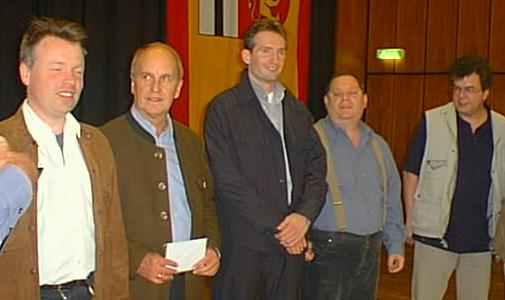
v.l.n.r.: Gerald Hertneck, Horst Leckner, Markus Stangl, Valery Beim en Klaus Bischoff (2004)

## Toernooiresultaten
- Herzliya 1993: 2e/3e plaats
- Budapest april 1994: 1e/3e plaats
- Budapest mei 1995: 1e/2e plaats
- Linz 1997: 1e plaats,[4] met evenveel punten als Zoltán Almási
- Schwarzach im Pongau 1997: 1. Platz
- Aschach / Donau 1997: gedeelde 2e plaats[5]
- In 2005 werd in Odessa het Jefim Geller Memorial toernooi gehouden, dat met 7.5 punt uit 9 ronden door Roeslan Ponomarjov gewonnen werd. Valery Beim eindigde als tweede met 6.5 punt terwijl Joeri Drozdovsky derde werd, eveneens met 6.5 punt (tie-break).

## Schaakverenigingen
In de Duitse bondscompetitie speelde Beim van 1999 tot 2009 bij TV Tegernsee, waarmee hij tevens in  2004 in 2009 winnaar werd in de Duitse kampioenschappen blitzschaak voor teams. In de Oostenrijkse bondscompetitie speelde Beim van 2002 tot 2005 voor SV Tschaturanga. 

## Publicaties
- Understanding the Leningrad Dutch. Gambit Publications, ISBN 978-1-901983-72-2
- Chess Recipes from the Grandmaster's Kitchen. Gambit Publications, ISBN 978-1-901983-55-5
- How to Calculate Chess Tactics. Gambit Publications, ISBN 978-1-904600-50-3
- How to Play Dynamic Chess. Gambit Publications, ISBN 978-1-904600-15-2
- Lessons in Chess Strategy. Gambit Publications, ISBN 978-1-901983-93-7
- Paul Morphy, a modern perspective. Russell, ISBN 1-888690-26-7

## Externe koppelingen
- (en)   Informatie over schaakpartijen van Valery Beim op ChessGames.com
- (en)   Informatie over schaakpartijen van Valery Beim op 365chess.com
- (en)  FIDE-ratinggegevens voor Valery Beim